# Heurística (psicología)

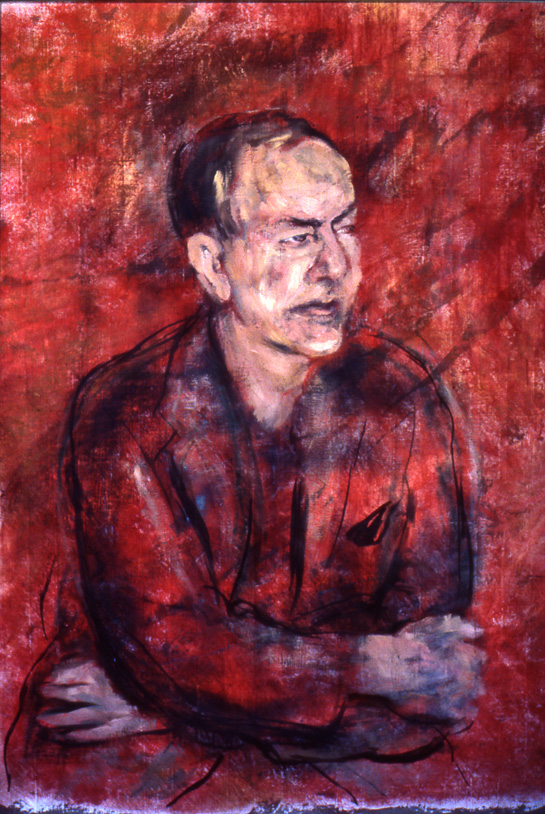
Herbert A. Simon

En psicología, las heurísticas son reglas simples y eficientes que las personas a menudo usan para formar juicios y tomar decisiones. Son atajos mentales que generalmente implican enfocarse en un aspecto de un problema complejo e ignorar otros. Estas reglas funcionan bien en la mayoría de las circunstancias, pero pueden conducir a desviaciones sistemáticas de la lógica, la probabilidad o la teoría de la elección racional. Los errores resultantes se llaman "sesgos cognitivos" y se han documentado muchos tipos diferentes. Se ha demostrado que afectan las elecciones de las personas en situaciones como valorar una casa, decidir el resultado de un caso legal o tomar una decisión de inversión. Las heurísticas generalmente rigen los juicios automáticos e intuitivos, pero también pueden usarse como estrategias mentales deliberadas cuando se trabaja con información limitada.

## Planteamientos
El científico cognitivo Herbert A. Simon originalmente propuso que los juicios humanos están limitados por la información disponible, limitaciones de tiempo y limitaciones cognitivas, llamando a esta racionalidad limitada. A principios de la década de 1970, los psicólogos Amos Tversky y Daniel Kahneman demostraron tres heurísticas que subyacen en una amplia gama de juicios intuitivos. Estos hallazgos pusieron en marcha el programa de investigación de heurística y sesgos, que estudia cómo las personas hacen juicios del mundo real y las condiciones bajo las cuales esos juicios no son fiables. Esta investigación desafió la idea de que los seres humanos son actores racionales, pero proporcionó una teoría del procesamiento de la información para explicar cómo las personas hacen estimaciones o elecciones. Esta investigación, que primero ganó la atención mundial en 1974 con el documento científico "Juicio bajo incertidumbre: heurística y sesgos", ha guiado casi todas las teorías actuales de toma de decisiones, y aunque las heurísticas propuestas originalmente han sido cuestionadas en el debate posterior, este programa de investigación ha cambiado el campo, estableciendo permanentemente las preguntas de investigación.

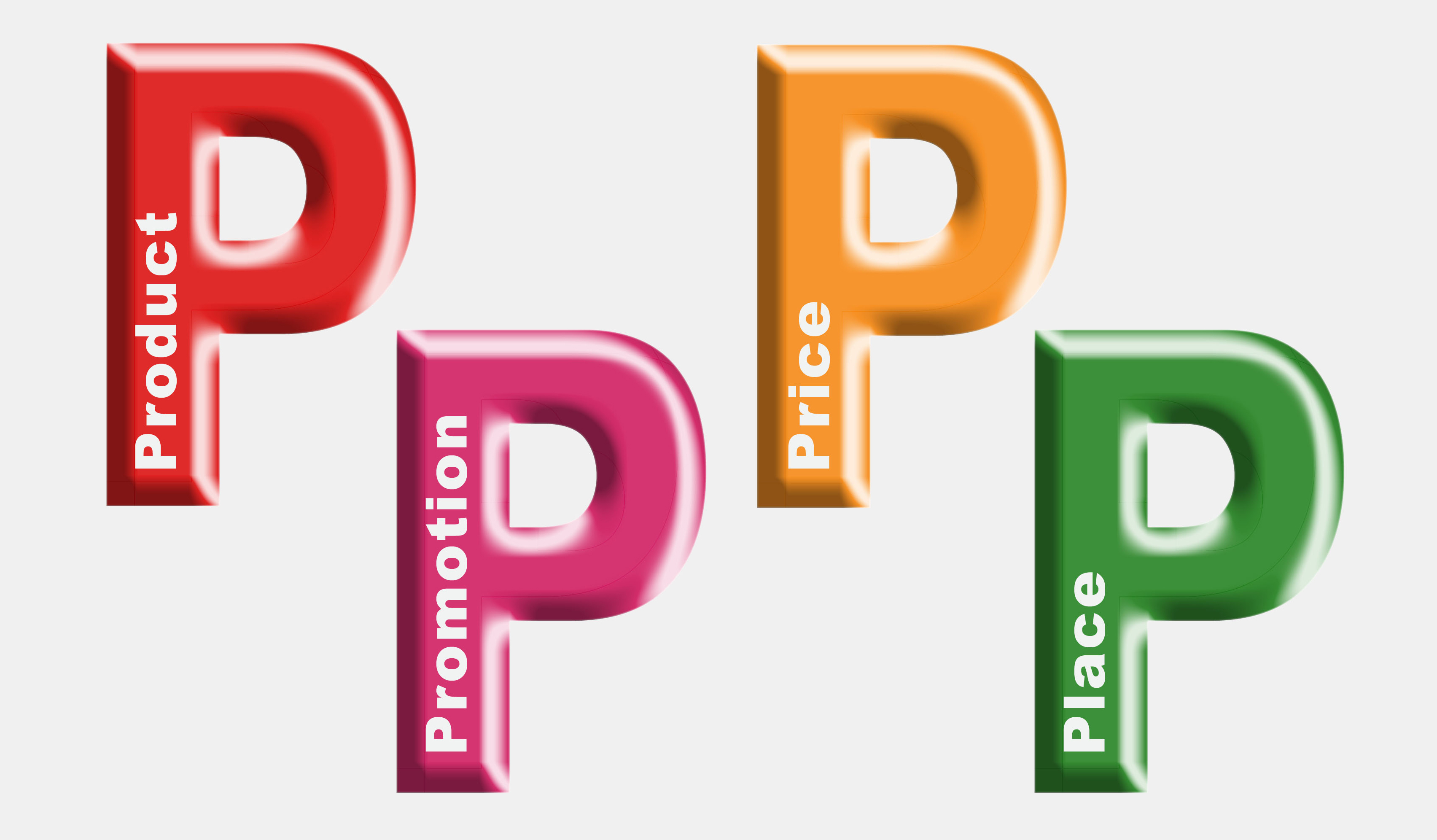
La heurística se aplica ampliamente en la mercadotecnia

Esta tradición de heurística y sesgo ha sido criticada por Gerd Gigerenzer y otros por estar demasiado concentrada en cómo la heurística conduce a errores. Los críticos argumentan que la heurística puede verse como racional en un sentido subyacente. De acuerdo con esta perspectiva, la heurística es lo suficientemente buena para la mayoría de los propósitos sin ser demasiado exigente con los recursos del cerebro. Otra perspectiva teórica considera que las heurísticas son completamente racionales, ya que son rápidas, pueden elaborarse sin información completa y pueden ser tan precisos como los procedimientos más complicados. Al comprender el papel de la heurística en la psicología humana, los mercadólogos y otros persuasores pueden influir en las decisiones, como los precios que las personas pagan por los bienes o la cantidad que compran.
Las heurísticas son aplicadas en muchas otras áreas, incluyendo la comercialización, la salud pública, la política y la justicia.

## Historia

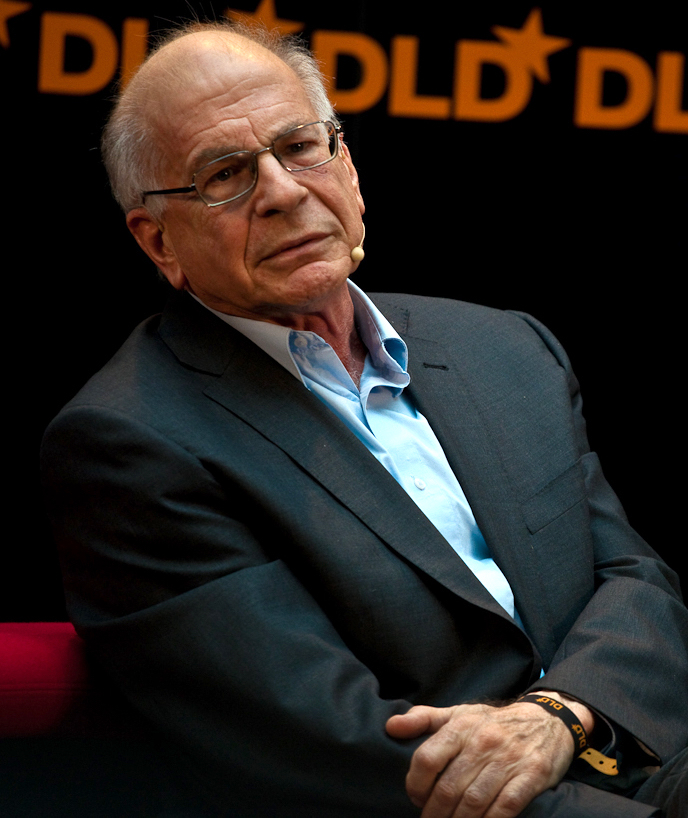
Daniel Kahneman, premio Nobel de economía en 2002.

Herbert Simon es el primero en introducir la noción de heurística en un artículo titulado Un modelo conductual de elección racional publicado en el Quarterly Journal of Economics en 1955. Simon propone la noción de racionalidad limitada para modelar el comportamiento humano y sugiere que los individuos usan reglas aproximadas para tomar decisiones en lugar de considerar todos los parámetros de un problema. Para Simon, las heurísticas son reglas racionales aproximadas que proporcionan respuestas satisfactorias, pero no óptimas.
En 1967, Harold Kelley amplió el trabajo de Herbert Simon desarrollando la teoría de la covariación, también llamada teoría de la atribución causal.
Desde la década de 1970, el concepto de heurística cambió con Amos Tversky y Daniel Kahneman, quienes en 1974 desarrollaron la idea de que los individuos no siempre toman sus decisiones de manera racional. Serían parciales y podrían cometer errores. Dado que sus recursos cognitivos no les permiten usar reglas racionales, los individuos recurrirían a atajos cognitivos: heurísticos, que son operaciones mentales "intuitivas, rápidas y automáticas". Tversky y Kahneman son los autores principales que han estudiado y desarrollado el concepto de heurística del juicio. Son, por ejemplo, los creadores de la representatividad, disponibilidad y heurística de anclaje y ajuste.

## Heurística estadística y no estadística
Hay dos categorías de heurística: estadísticas y no estadísticas. Las heurísticas más famosas, como la representatividad, pertenecen a la segunda categoría. La heurística no estadística refleja la incapacidad de las personas para aplicar principios estadísticos básicos en la vida cotidiana. La heurística estadística es un equivalente más o menos intuitivo de los principios estadísticos. Sugieren que las personas tienen una comprensión básica de las estadísticas. Por ejemplo, si una mujer proviene de una muestra en la que hay un 35 % de peluqueros y las personas asumen que tiene un 35 % de posibilidades de practicar esta ocupación, sin considerar información adicional, como por ejemplo, información estereotipada, sería una heurística estadística.

## Tipos de heurística
En su investigación inicial, Tversky y Kahneman propusieron tres heurísticas: de disponibilidad, de representatividad y de anclaje y ajuste. El trabajo posterior ha identificado muchos más. La heurística que subyace al juicio se llama "heurística del juicio". Otro tipo, llamado "heurística de evaluación", se usa para juzgar la conveniencia de posibles elecciones.

### Disponibilidad
Artículo principal: Heurística de disponibilidad
En psicología, la disponibilidad es la facilidad con que una idea particular puede ser recordada. Cuando las personas estiman la probabilidad o frecuencia de un evento en función de su disponibilidad, están utilizando la heurística de disponibilidad. Cuando un evento infrecuente puede recordarse fácil y vívidamente, las personas tienden a sobreestimar su probabilidad. Por ejemplo, las personas sobreestiman su probabilidad de morir en un evento dramático como un tornado o por terrorismo. Las muertes dramáticas y violentas suelen ser más publicitadas y, por lo tanto, tienen una mayor disponibilidad. Por otro lado, los eventos comunes pero mundanos son difíciles de recordar, por lo que sus probabilidades tienden a subestimarse. Estos incluyen las muertes por suicidios, derrames cerebrales y diabetes. Esta heurística es una de las razones por las cuales las personas se dejan influir más fácilmente por una sola historia vívida que por un gran cuerpo de evidencia estadística. También puede desempeñar un papel en el atractivo de las loterías: para alguien que compra un boleto, los ganadores bien publicitados y jubilosos están más disponibles que los millones de personas que no han ganado nada.

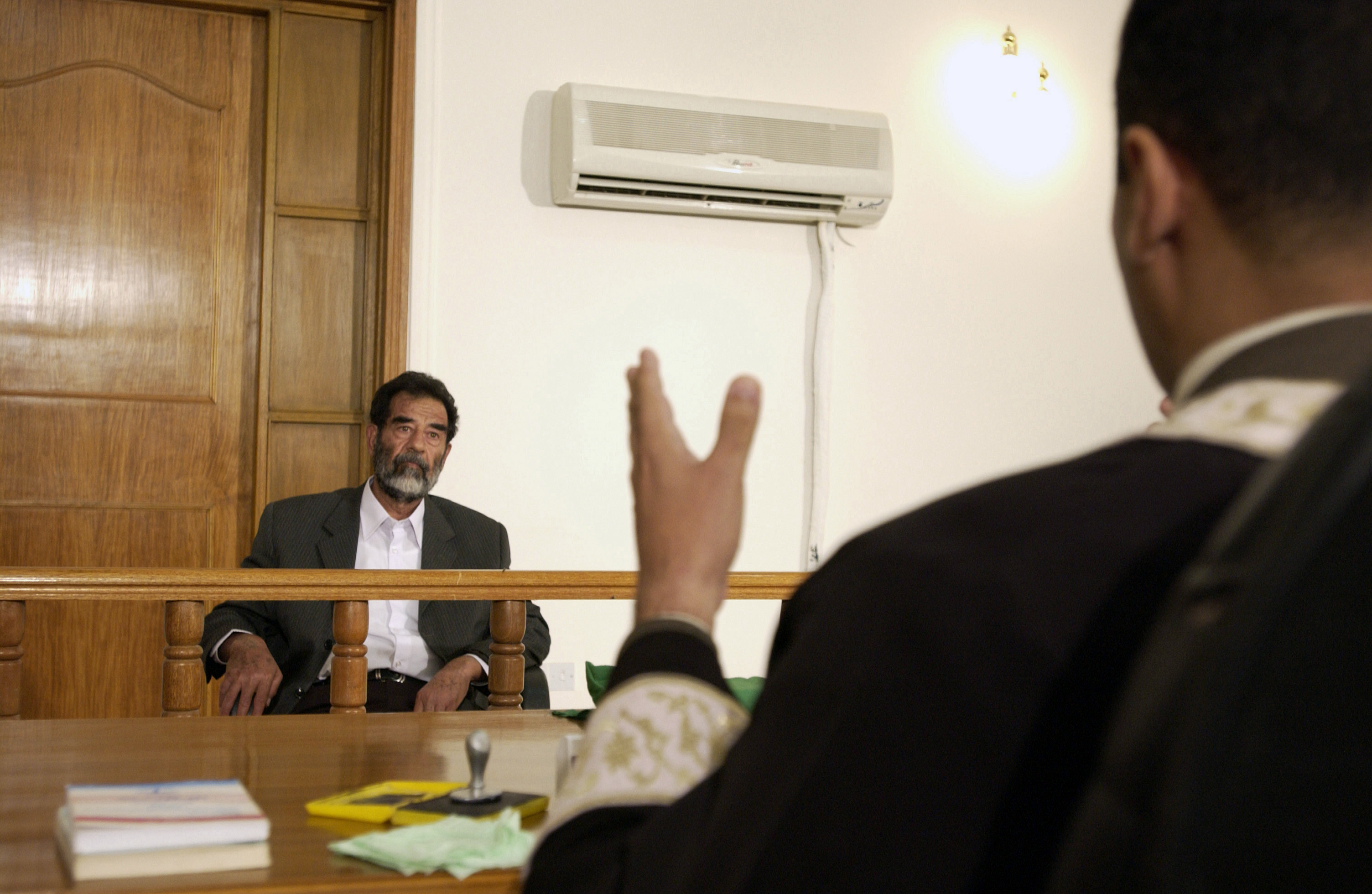
Saddam Hussein en su juicio el 1 de julio de 2004

En otro experimento, los sujetos escucharon los nombres de muchas celebridades, aproximadamente el mismo número de los cuales eran hombres y mujeres. Luego se preguntó a los sujetos si la lista de nombres incluía más hombres o más mujeres. Cuando los hombres en la lista eran más famosos, la gran mayoría de los sujetos pensaba incorrectamente que había más de ellos, y viceversa para las mujeres. La interpretación de Tversky y Kahneman de estos resultados es que los juicios de proporción se basan en la disponibilidad, que es más alta para los nombres de personas más conocidas.
En un experimento que ocurrió antes de las elecciones presidenciales de 1976 en Estados Unidos, se pidió a algunos participantes que imaginaran a Gerald Ford ganando, mientras que otros hicieron lo mismo con la victoria de Jimmy Carter. Posteriormente, cada grupo vio a su candidato asignado como significativamente más propenso a ganar. Los investigadores encontraron un efecto similar cuando los estudiantes imaginaron una temporada buena o mala para un equipo de fútbol americano universitario. El efecto de la imaginación en la probabilidad subjetiva ha sido replicado por varios otros investigadores.
La disponibilidad de un concepto puede verse afectada por la forma reciente y la frecuencia con que se ha tenido en cuenta. En un estudio, los sujetos recibieron oraciones parciales para completar. Las palabras fueron seleccionadas para activar el concepto de hostilidad o bondad: un proceso conocido como cebado. Luego tuvieron que interpretar el comportamiento de un hombre descrito en una historia breve y ambigua. Su interpretación estaba sesgada hacia la emoción con la que se habían preparado: cuanto más cebado, mayor era el efecto. Un mayor intervalo entre la tarea inicial y el juicio disminuyó el efecto.
Tversky y Kahneman ofrecieron la heurística de disponibilidad como explicación de las correlaciones ilusorias en las que las personas juzgan erróneamente dos eventos que se asocian entre sí. Explicaron que las personas juzgan la correlación sobre la base de la facilidad de imaginar o recordar los dos eventos juntos.

#### La disponibilidad de los recuerdos
Uno de los prejuicios establecidos por Tversky y Kahneman se debe a la fácil recuperación de los recuerdos. En ocasiones, la facilidad de acceso a una memoria de eventos no refleja su frecuencia exacta de ocurrencia. Por ejemplo, las personas en el estudio Slovic, Fischoff y Liechtenstein creían que morir de un homicidio era más común que morir de cáncer de estómago. La muerte por cáncer de estómago es diecisiete veces más común que el homicidio. Sin embargo, los casos de asesinato son más fácilmente accesibles en la memoria gracias, entre otras cosas, a los medios.

#### La efectividad de una búsqueda en la memoria
La eficiencia de una búsqueda de memoria juega un papel importante en el uso de la heurística de disponibilidad: un elemento se calculará con mayor frecuencia si es fácil pensarlo. Los sujetos del estudio de Tversky y Kahneman estiman que hay más palabras que comienzan con la letra C (ejemplo: camino) que las palabras que contienen una C en la tercera letra (ejemplo: pacífica). Esto no es correcto, pero es más fácil recordar palabras que comienzan con la letra C que palabras que contienen una C como tercera letra.

#### El sesgo de la imaginación
Sucede a veces que ningún ejemplo de un evento está disponible en la memoria, ya que los humanos no son conscientes de todos los eventos que ocurren diariamente en el mundo. Es entonces la imaginación la que hace posible construirlos y hacer estimaciones de probabilidad. Tversky y Kahneman señalan que la facilidad de imaginar estos ejemplos no siempre refleja su frecuencia real. Y cuanto más fácil es imaginar ejemplos de un evento, más tiende a creer la gente que este último es frecuente. Este sesgo de la imaginación es, por lo tanto, una nueva fuente de errores de estimación.

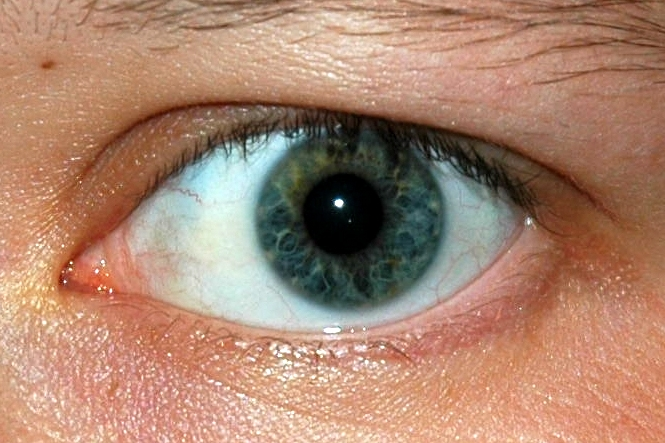
Las formas particulares de los ojos son asociadas con la desconfianza.

#### La correlación ilusoria
La correlación ilusoria es el último prejuicio indicado por Tversky y Kahneman. Desarrollan la idea de Chapman y Chapman de que los individuos a veces tienden a creer que dos eventos ocurren al mismo tiempo cuando este no es el caso. Esto se explicaría por la fuerza de la asociación entre estos dos eventos. El ejemplo dado por los autores es la tendencia a asociar la sospecha más que razonable con una forma de ojo particular. Los sujetos creían que las personas sospechosas con más frecuencia tenían formas particulares de ojo. Cuando dos elementos están fuertemente asociados por los individuos, tienden a creer que ocurren con frecuencia juntos.

### Representatividad

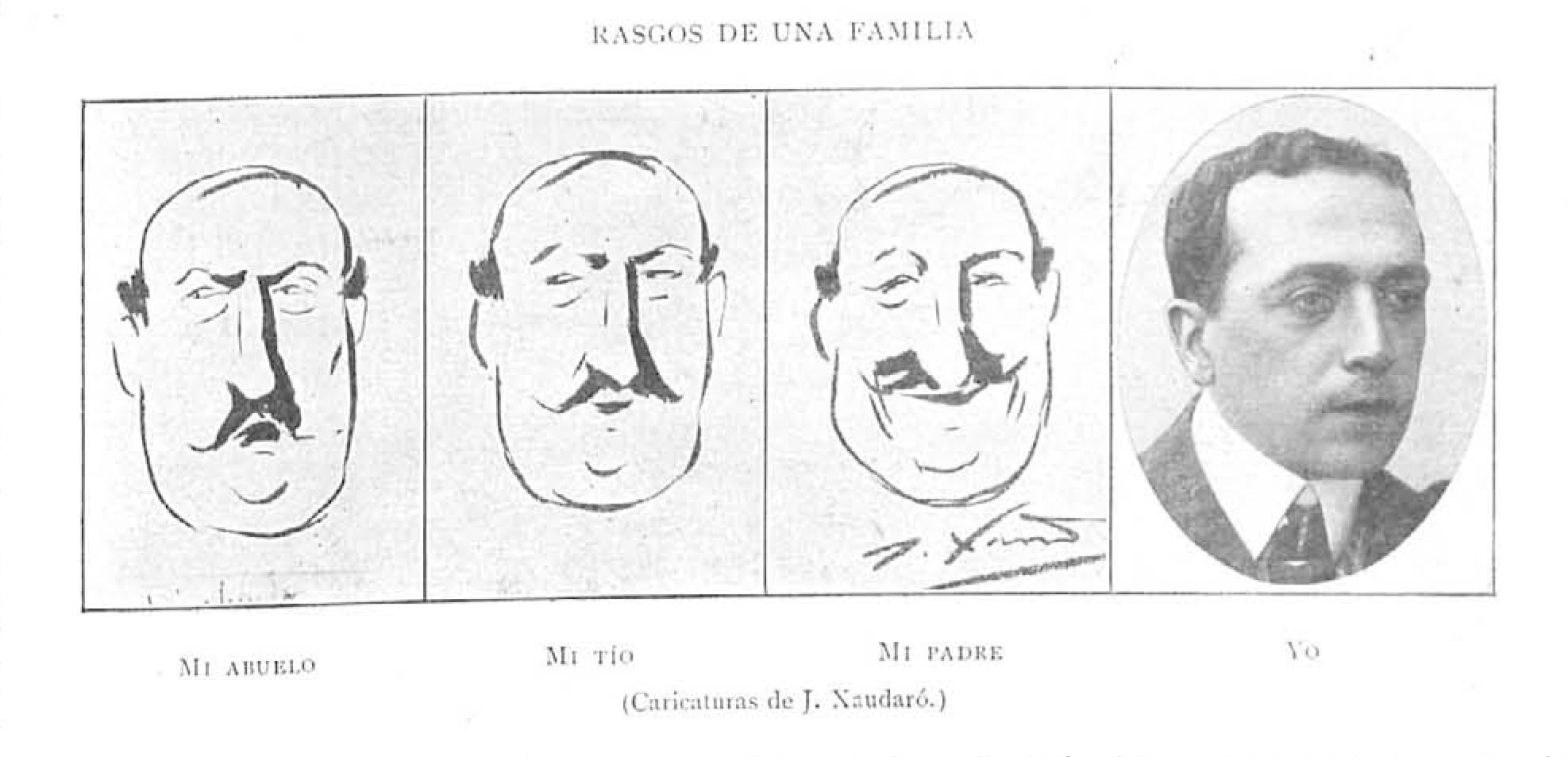
Rasgos de una familia, de Xaudaró, La Ilustración Artística, 30-10-1905

La heurística de representatividad se ve cuando las personas usan categorías, por ejemplo, al decidir si una persona es o no un criminal. Un individuo tiene una alta representatividad para una categoría si es muy similar a un prototipo de esa categoría. Cuando las personas categorizan las cosas sobre la base de la representatividad, están utilizando la heurística de representatividad. "Representante" se entiende aquí en dos sentidos diferentes: el prototipo utilizado para la comparación es representativo de su categoría, y la representatividad es también una relación entre ese prototipo y la cosa que se categoriza. Si bien es efectiva para algunos problemas, esta heurística implica prestar atención a las características particulares del individuo, ignorando qué tan comunes son esas categorías en la población (llamadas tasas base). Por lo tanto, las personas pueden sobreestimar la probabilidad de que algo tenga una propiedad muy rara, o subestimar la probabilidad de una propiedad muy común. Esto se llama falacia de la tasa base. La representatividad explica esto y varias otras formas en que los juicios humanos rompen las leyes de la probabilidad.
La heurística de representatividad es también una explicación de cómo las personas juzgan causa y efecto: cuando hacen estos juicios sobre la base de la similitud, también se dice que usan la heurística de representatividad. Esto puede conducir a un sesgo, al encontrar incorrectamente relaciones causales entre cosas que se parecen entre sí y perderlas cuando la causa y el efecto son muy diferentes. Ejemplos de esto incluyen tanto la creencia de que "los eventos emocionalmente relevantes deben tener causas emocionalmente relevantes" como el pensamiento asociativo mágico.

#### Ignorancia de las tasas base
Un experimento de 1973 utilizó un perfil psicológico de Tom W., un estudiante de posgrado ficticio. Un grupo de personas tuvo que calificar la similitud de Tom a un estudiante típico en cada una de las nueve áreas académicas (incluyendo Derecho, Ingeniería y Bibliotecología). Otro grupo tuvo que evaluar la probabilidad de que Tom se especializara en cada área. Si estas clasificaciones de probabilidad se rigen por la probabilidad, entonces deberían parecerse a las tasas base, es decir, la proporción de estudiantes en cada una de las nueve áreas (que habían sido estimadas por separado por un tercer grupo). Si las personas basaran sus juicios en la probabilidad, dirían que es más probable que Tom estudie Humanidades que Bibliotecología, porque hay muchos más estudiantes de Humanidades, y la información adicional en el perfil es vaga y poco confiable. En cambio, las calificaciones de probabilidad coincidían casi por completo con las calificaciones de similitud, tanto en este estudio como en uno similar, donde los sujetos juzgaban la probabilidad de que una mujer ficticia tomara diferentes carreras. Esto sugiere que, en lugar de estimar la probabilidad utilizando tasas base, los sujetos las habían sustituido por el atributo de similitud más accesible.

#### Falacia de la conjunción
Cuando las personas confían en la representatividad, pueden caer en un error que rompe una ley fundamental de probabilidad. Tversky y Kahneman dieron a los sujetos un breve bosquejo del personaje de una mujer llamada Linda, describiéndola como "31 años de edad, soltera, abierta y muy brillante. Se especializó en filosofía. Como estudiante, estaba profundamente preocupada con los problemas de discriminación y justicia social, y también participó en manifestaciones antinucleares". Las personas que leen esta descripción clasificaron la probabilidad de diferentes declaraciones sobre Linda. Entre otras, incluyeron "Linda es una cajera de banco", y "Linda es cajera de banco y está activa en el movimiento feminista". Las personas mostraron una fuerte tendencia a calificar una declaración más específica como más probable, aunque una conjunción de la forma "Linda es tanto X como Y" nunca puede ser más probable que la afirmación más general "Linda es X". La explicación en términos de heurística es que el juicio fue distorsionado porque, para los lectores, el bosquejo del personaje era representativo del tipo de persona que podría ser una feminista activa pero no de alguien que trabaja en un banco. Un ejercicio similar se refería a Bill, descrito como "inteligente pero carente de imaginación". Una gran mayoría de las personas que leen este boceto de personaje calificaron "Bill es un contable que toca jazz por afición", como más probable que "Bill toca jazz por afición".
Sin éxito, Tversky y Kahneman usaron lo que describieron como "una serie de manipulaciones cada vez más desesperadas" para lograr que sus sujetos reconocieran el error lógico. En una variación, los sujetos tuvieron que elegir entre una explicación lógica de por qué "Linda es cajera de banco" es más probable, y un argumento deliberadamente ilógico que dice que "Linda es una cajera de un banco feminista" es más probable "porque se parece a una activa feminista más de lo que se parece a una cajero de banco". El sesenta y cinco por ciento de los sujetos encontraron el argumento ilógico más convincente. Otros investigadores también llevaron a cabo variaciones de este estudio, explorando la posibilidad de que la gente hubiera malentendido la pregunta. No eliminaron el error. El error desaparece cuando la pregunta se plantea en términos de frecuencias. Todos en estas versiones del estudio reconocieron que de 100 personas que encajan en una descripción esquemática, la declaración de la conjunción ("Ella es X e Y") no puede aplicarse a más personas que la afirmación general ("Ella es X").

#### Ignorancia del tamaño de la muestra
Artículo principal: Insensibilidad al tamaño de la muestra
Tversky y Kahneman pidieron a los sujetos que consideraran un problema sobre la variación aleatoria. Imaginando por simplicidad que exactamente la mitad de los bebés nacidos en un hospital son hombres, la proporción no será exactamente la mitad en cada período de tiempo. En algunos días, nacerán más niñas y en otros, más niños. La pregunta era, ¿la probabilidad de desviarse exactamente de la mitad depende de si hay muchos o pocos nacimientos por día? Es una consecuencia bien establecida de la teoría del muestreo que las proporciones variarán mucho más día a día cuando el número típico de nacimientos por día es pequeño. Sin embargo, las respuestas de las personas al problema no reflejan este hecho. Por lo general, responden que el número de nacimientos en el hospital no tiene ninguna relación con la probabilidad de más del 60% de bebés varones en un día. La explicación en términos de la heurística es que las personas solo consideran cuán representativa es la cifra del 60% del promedio previamente dado del 50%.

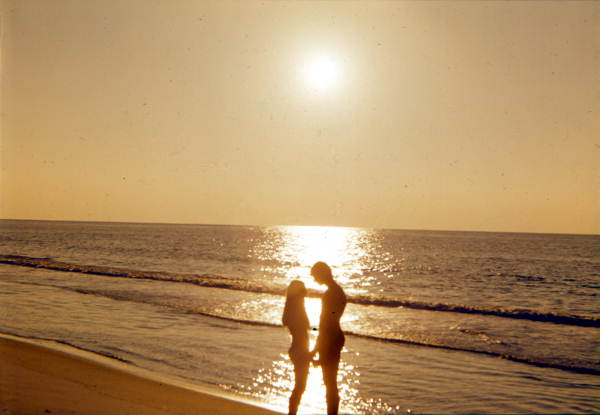
El efecto de los estereotipos es mayor cuanto menor es la información disponible

#### Efecto de dilución
Richard E. Nisbett y sus colegas sugieren que la representatividad explica el efecto de dilución, en el que la información irrelevante debilita el efecto de un estereotipo. A los sujetos de un estudio se les preguntó si "Paul" o "Susan" tenían más probabilidades de ser asertivos, dado que no tenían más información que sus nombres. Calificaron a Paul como más asertivo, aparentemente basando su juicio en un estereotipo de género. Otro grupo, al que se dijo que las madres de Paul y Susan trabajaban en un banco, no mostró este efecto estereotipo; calificaron a Paul y Susan como igualmente enérgicos. La explicación es que la información adicional sobre Paul y Susan los hizo menos representativos de hombres o mujeres en general, por lo que las expectativas de los sujetos sobre hombres y mujeres tuvieron un efecto más débil. Esto significa que la información no relacionada y no diagnóstica sobre cierto problema puede hacer que la información relativa sea menos poderosa para el problema cuando las personas entienden el fenómeno.

#### Percepción errónea de la aleatoriedad

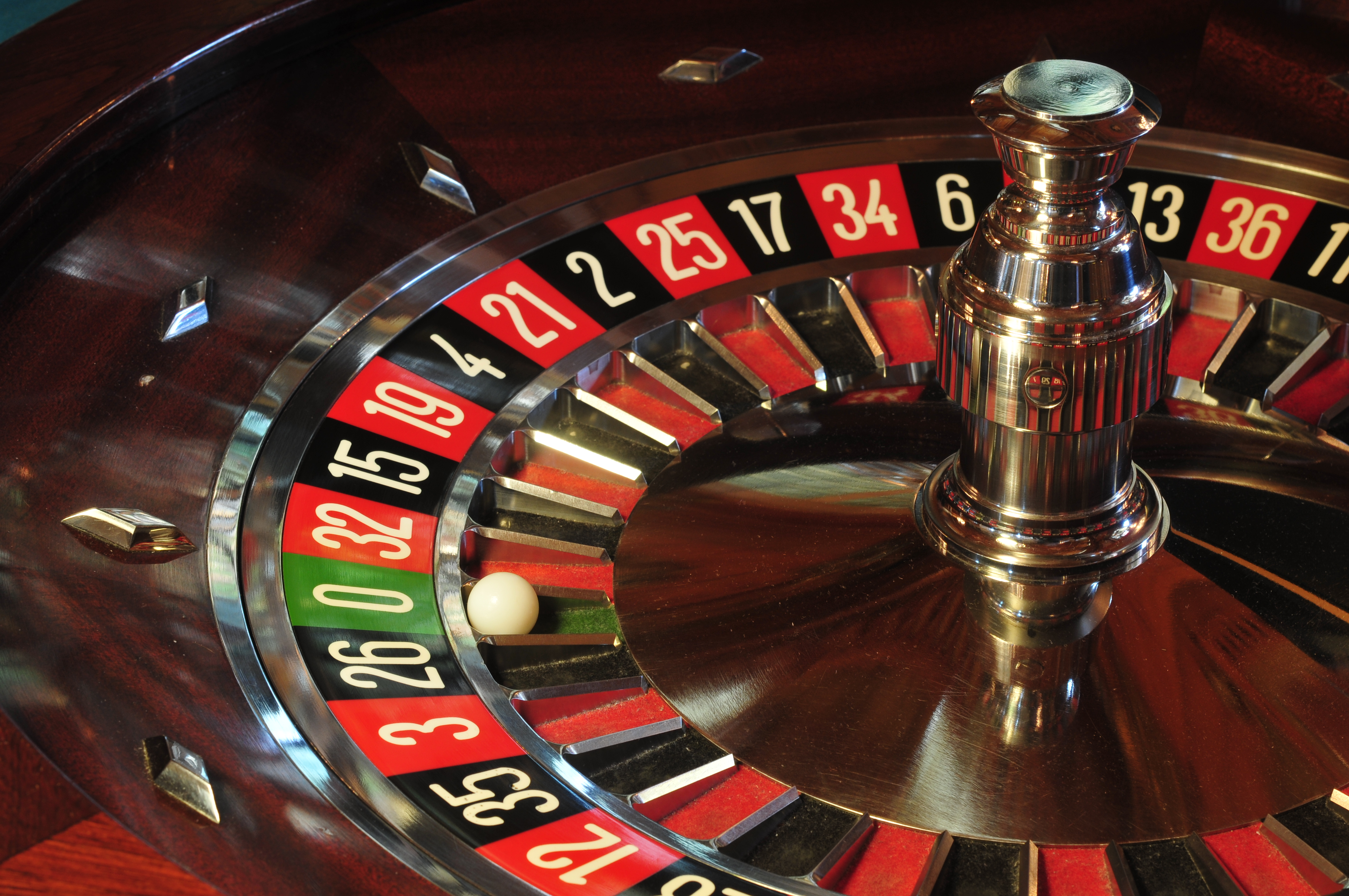
Ruleta

La representatividad explica los errores sistemáticos que las personas cometen al juzgar la probabilidad de eventos aleatorios. Por ejemplo, en una secuencia de lanzamientos de monedas, en cada uno de los cuales aparece cara (H) o cruz (T), las personas tienden a juzgar una secuencia claramente contorneada como HHHTTT como menos probable que una secuencia menos modelada como HTHTTH. Estas secuencias tienen exactamente la misma probabilidad, pero las personas tienden a ver las secuencias con patrones más claros como menos representativas de la aleatoriedad y, por lo tanto, piensan que es menos probable que resulten de un proceso aleatorio. Tversky y Kahneman argumentaron que este efecto subyace en la falacia del jugador; una tendencia a esperar que los resultados se igualen en el corto plazo, como esperar que una ruleta salga negro porque los últimos lanzamientos se salieron rojos. Hicieron hincapié en que incluso los expertos en estadística eran susceptibles a esta ilusión: en una encuesta de 1971 de psicólogos profesionales, descubrieron que los encuestados esperaban que las muestras fueran demasiado representativas de la población de la que provenían. Como resultado, los psicólogos sobreestimaron sistemáticamente el poder estadístico de sus pruebas y subestimaron el tamaño de muestra necesario para una prueba significativa de sus hipótesis.

### Anclaje y ajuste
Artículo principal: Anclaje

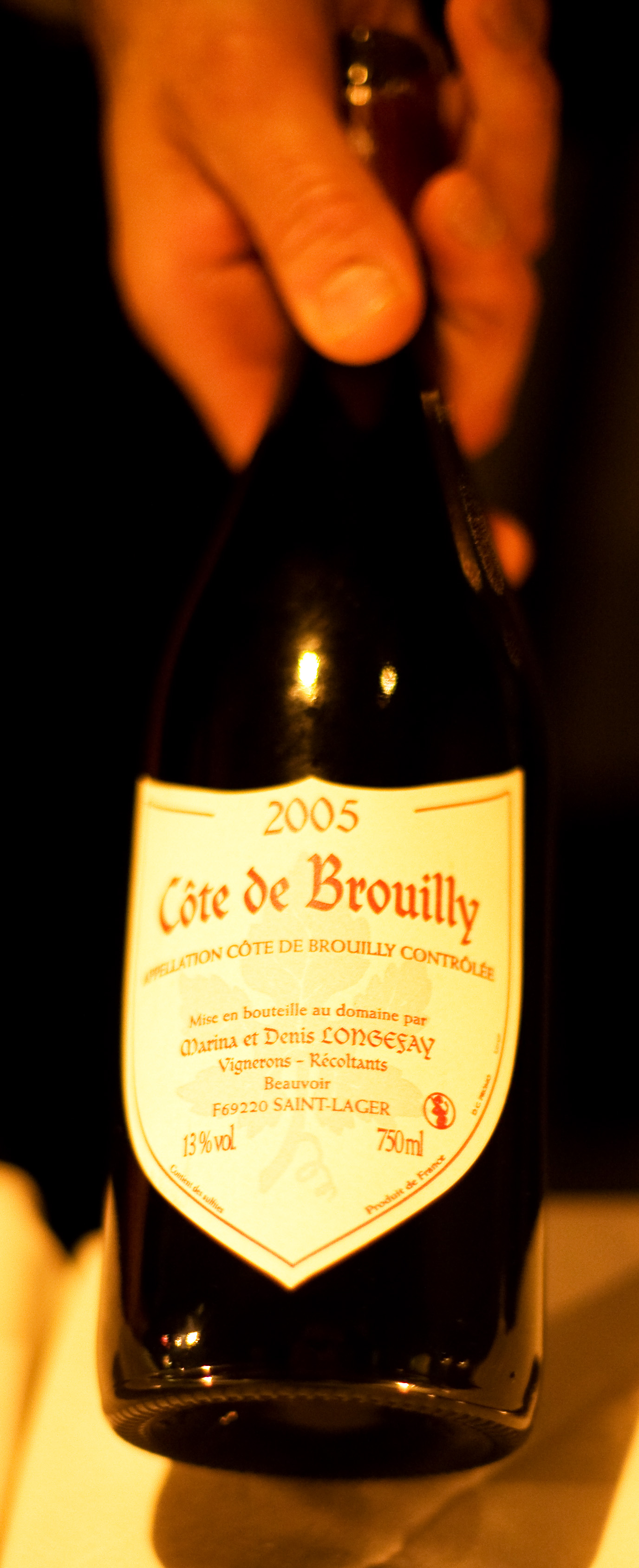
La cantidad de dinero que la gente pagará en una subasta por una botella de vino puede verse influenciada por la consideración de un número arbitrario de dos dígitos.

El anclaje y ajuste es una heurística utilizada en muchas situaciones en las que las personas estiman un número. De acuerdo con la descripción original de Tversky y Kahneman, implica partir de un número fácilmente disponible -el "ancla" - y desplazarse hacia arriba o hacia abajo para alcanzar una respuesta que parezca plausible. En los experimentos de Tversky y Kahneman, las personas no se alejaron lo suficiente del ancla. Por lo tanto, el ancla contamina la estimación, incluso si es claramente irrelevante. En un experimento, los sujetos vieron un número seleccionado de una "rueda de la fortuna" giratoria. Tuvieron que decir si una cantidad dada era más grande o más pequeña que ese número. Por ejemplo, se les podría preguntar: "¿El porcentaje de países africanos que son miembros de las Naciones Unidas es mayor o menor al 65%?" Luego intentaron adivinar el verdadero porcentaje. Sus respuestas se correlacionaron bien con el número arbitrario que se les había dado.
El efecto de anclaje ha sido demostrado por una amplia variedad de experimentos tanto en laboratorios como en el mundo real. Queda cuando a los sujetos se les ofrece dinero como incentivo para ser precisos, o cuando se les dice explícitamente que no basen su juicio en el ancla. El efecto es más fuerte cuando la gente tiene que hacer sus juicios rápidamente. Los sujetos en estos experimentos carecen de conocimiento introspectivo de la heurística, negando que el ancla afectara sus estimaciones.
Incluso cuando el valor de anclaje es obviamente aleatorio o extremo, aún puede contaminar las estimaciones. Un experimento pidió a los sujetos que estimaran el año de la primera visita de Albert Einstein a los Estados Unidos. Los anclajes de 1215 y 1992 contaminaron las respuestas tanto como los años de anclaje más sensibles. Otros experimentos preguntaron a los sujetos si la temperatura promedio en San Francisco es más o menos de 558 grados, o si The Beatles había tenido más o menos de 100,25 álbumes entre los diez mejores. Estas anclas deliberadamente absurdas todavía afectaban las estimaciones de los números verdaderos.
El anclaje produce un sesgo particularmente fuerte cuando las estimaciones se expresan en forma de un intervalo de confianza. Un ejemplo es cuando las personas predicen el valor de un índice bursátil en un día determinado definiendo un límite superior e inferior para que tengan un 98% de confianza de que el valor verdadero caerá en ese rango. Un hallazgo fiable es que las personas anclan sus límites superiores e inferiores demasiado cerca de su mejor estimación. Esto conduce a un efecto de exceso de confianza. Un hallazgo muy repetido es que cuando las personas tienen un 98% de certeza de que un número se encuentra en un rango particular, se equivocan entre el treinta y el cuarenta por ciento de las veces.
El anclaje también causa una dificultad particular cuando muchos números se combinan en un juicio compuesto. Tversky y Kahneman demostraron esto pidiendo a un grupo de personas que estimaran rápidamente el producto 8 x 7 x 6 x 5 x 4 x 3 x 2 x 1. Otro grupo tuvo que estimar el mismo producto en orden inverso; 1 x 2 x 3 x 4 x 5 x 6 x 7 x 8. Ambos grupos subestimaron la respuesta por un amplio margen, pero la estimación promedio de este último grupo fue significativamente menor. La explicación en términos de anclaje es que la gente multiplica los primeros términos de cada producto y ancla en esa cifra. Una tarea menos abstracta es estimar la probabilidad de que una aeronave se bloquee, dado que existen numerosas fallas posibles, cada una con una probabilidad de uno en un millón. Un hallazgo común de los estudios de estas tareas es que las personas se basan en las probabilidades de los componentes pequeños y, por lo tanto, subestiman el total. Un efecto correspondiente ocurre cuando las personas estiman la probabilidad de que ocurran múltiples eventos en secuencia, como una apuesta acumulada en carreras de caballos. Para este tipo de juicio, el anclaje en las probabilidades individuales resulta en una sobreestimación de la probabilidad combinada.

#### Ejemplos
La valoración de las personas de los bienes y las cantidades que compran responden a los efectos de anclaje. En un experimento, las personas anotaron los dos últimos dígitos de sus números de seguridad social. Luego se les pidió que consideraran si pagarían esta cantidad de dólares por artículos cuyo valor no conocían, como vino, chocolate y equipos de informática. Luego ingresaron en una subasta para ofertar por estos artículos. Aquellos con los números más altos de los dos dígitos presentaron ofertas que fueron muchas veces más altas que aquellas con los números más bajos. Cuando se etiquetó una pila de latas de sopa en un supermercado, "Límite 12 por cliente", la etiqueta influyó en los clientes para que compraran más latas. En otro experimento, los agentes de bienes raíces evaluaron el valor de las casas sobre la base de un recorrido y una extensa documentación. Diferentes agentes mostraron diferentes precios de listado, y estos afectaron sus valoraciones. Para una casa, el valor tasado varió de US $ 114.204 $ a 128.754.
También se ha demostrado que el anclaje y el ajuste afectan las calificaciones otorgadas a los estudiantes. En un experimento, 48 maestros recibieron paquetes de ensayos de los estudiantes, cada uno de los cuales tuvo que ser calificado y devuelto. También se les dio una lista ficticia de las calificaciones anteriores de los estudiantes. La media de estas calificaciones afectó las calificaciones que los maestros otorgaron al ensayo.
Un estudio mostró que el anclaje afectó las sentencias en un juicio de violación ficticio. Los sujetos eran jueces con, en promedio, más de quince años de experiencia. Leyeron documentos que incluían testimonios de testigos, declaraciones de expertos, el código penal pertinente y los alegatos finales de la fiscalía y la defensa. Las dos condiciones de este experimento difieren en un solo aspecto: el fiscal exigió una condena de 34 meses en un caso y de 12 meses en el otro; hubo una diferencia de ocho meses entre las penas promedio entregadas en estas dos condiciones. En un juicio simulado similar, los sujetos tomaron el papel de jurados en un caso civil. También se les pidió que otorguen daños "en el rango de 15 millones a 50 millones de $" o "en el rango de 50 millones a 150 millones de $". A pesar de que los hechos del caso eran los mismos cada vez, los miembros del jurado con mayor rango decidieron una recompensa que era aproximadamente tres veces mayor. Esto sucedió a pesar de que los sujetos fueron advertidos explícitamente de no tratar las solicitudes como evidencia.
Las evaluaciones también pueden verse influenciadas por los estímulos provistos. En una revisión, los investigadores encontraron que si se percibe que un estímulo es importante o tiene "peso" en una situación, es más probable que las personas atribuyan a ese estímulo a una mayor carga.

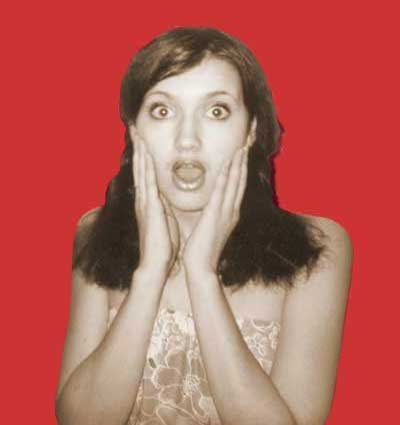
Las emociones también son utilizadas en los juicios.

### Heurística afectiva
"Afecto", en este contexto, es un sentimiento como miedo, placer o sorpresa. Es más corto en duración que un estado de ánimo, se produce de forma rápida e involuntaria en respuesta a un estímulo. Si bien leer las palabras "cáncer de pulmón" podría generar un efecto de temor, las palabras "amor de la madre" pueden crear un efecto de afecto y consuelo. Cuando las personas usan el afecto ("respuestas viscerales") para juzgar los beneficios o riesgos, están usando la heurística afectiva. La heurística del afecto se ha utilizado para explicar por qué los mensajes enmarcados para activar las emociones son más persuasivos que los enmarcados de una manera puramente fáctica.

### Otras
Ver: Sesgos cognitivos y Heurística
- Heurística del esfuerzo: Kruger y sus colegas[51] sugieren que cuando la producción de algo requiere un gran esfuerzo, la gente tiende a darle más valor y calidad. En su estudio, se les pidió a los participantes que calificaran pinturas o poemas. Cuanto más pensaban que esta tarea requería tiempo y esfuerzo, mayores eran sus calificaciones de calidad, valor y apreciación.
- Heurística de la rareza: esta es una regla mental que consiste en apreciar más las cosas que son difíciles de obtener. Por ejemplo, los individuos estarán más motivados para comprar un objeto si se ofrece en edición limitada que en el caso opuesto.[52]
- Heurística de la similitud: en una situación nueva, los individuos se basan en las similitudes que comparten con una situación conocida para hacer suposiciones. Por ejemplo, Osherson, Smith, Wilkie, Lopez y Shafir (1990) sugirieron que cuando los individuos creen que las avestruces y los mirlos tienen características comunes, entonces pensarán que son más similares.[53]
- Heurística de negatividad: la heurística de la negatividad consiste en dar más peso a la información negativa que a la información positiva, pero se vuelve equivalente en términos de fuerza.[54]

## Función y uso de la heurística del juicio

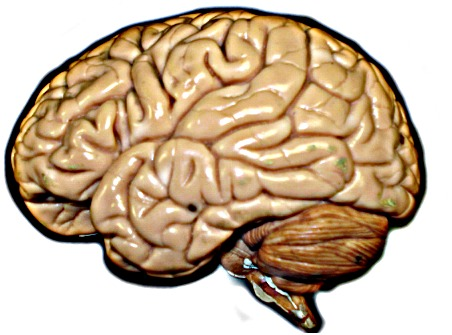
Las heurísticas son procesos mentales y por lo tanto son parte de la cognición.

En la toma de decisiones y el juicio, la heurística facilita juzgar, hacer frente a la incertidumbre, preservar los esfuerzos de los actores y ahorrar tiempo. También se usan para generalizar y para hacer juicios abstractos.
El estado de ánimo juega un papel en el uso de la heurística. De hecho, la alegría, más que la tristeza o la depresión favorece su uso. La falta de importancia de una tarea y sus riesgos, una gran experiencia en un campo en particular, así como el desarrollo de atajos mentales en ella también influyen en su uso. Por otro lado, cuando los individuos tienen que justificar sus deducciones, han cometido errores recientemente o han cuestionado la relevancia o la precisión de sus cogniciones, utilizan menos la heurística.

## Aplicaciones

Uno de los ámbitos de aplicación de la heurística es el séptimo arte

Además de ser parte de nuestras operaciones de juicio diarias, la heurística se aplica en muchas otras áreas. Por ejemplo, un primer campo que las explota es el marketing y, más precisamente, la toma de decisiones en él. Los estudios muestran que la toma de decisiones de las personas a menudo se apartan de los estándares propuestos por la teoría económica. Si se observan discrepancias sistemáticas, los investigadores de marketing se esfuerzan por detectarlas y buscan comprender sus orígenes, a fin de destacar los principios generales del comportamiento real de toma de decisiones.
En la misma área, Odou demostró que, basándose en las ideas principales asociadas con una marca, el consumidor puede evaluar rápidamente un nuevo producto y evitar tener que tener en cuenta todas las características de la oferta en profundidad. Sin embargo, dependiendo del nivel de representatividad del producto en comparación con otros productos en la categoría general, la fase de anclaje puede ser cuestionada. En este caso, el consumidor deberá ajustar su primera impresión.
Otro campo de aplicación es el de la justicia en las relaciones interindividuales. Una de las teorías en este campo es la teoría de la equidad. De acuerdo con esto, las personas tienden a maximizar sus ganancias y minimizar sus costos. En esta área, las heurísticas se usan para determinar cómo responden las personas a un resultado. Identifican si las personas dependen más de los procedimientos o resultados para llegar a una impresión general de equidad.
En salud pública, el uso de la heurística puede ayudar a los médicos y pacientes a tomar decisiones. Al contrario de la intuición común de que poseer mucha información es favorable, la heurística permite reducir la información y hacerla más relevante, en particular para establecer diagnósticos médicos. Es reconocida en la comunidad médica por su precisión, transparencia, amplia accesibilidad, bajo costo cognitivo para ahorrar tiempo en la toma de decisiones.
Finalmente, la heurística de simulación tiene una dimensión emocional, que se explota extensamente en guiones y novelas de películas. El espectador o lector, influenciado por esta heurística se siente más abrumado por el destino del héroe ("si tan solo lo hubiera sabido ...").